# Église Sainte-Barbe de Moustoir-Ac
L'église Sainte-Barbe est une église catholique située au bourg de Moustoir-Ac, en France. Elle est inscrite au titre des monuments historiques.

## Localisation
L'église est située dans le département français du Morbihan, sur la commune de Moustoir-Ac.

## Historique
L'église date en grande partie de la première moitié du XVIe siècle.   
La chapelle baptismale date du XVIIIe siècle. Le retable de l'autel majeur est monté en 1730. La tour clocher est érigée de 1774 à 1777. La sacristie à étage est construite en 1838 dans le prolongement du chœur. La tribune est édifiée en 1852. Une cloche de 626 kg est installée et bénite le 17 juillet 1853 par le recteur Jean-Joseph Raoul. Le porche méridional date de 1873. Les vitraux sont installés en 1887. La niche central du retable accueille depuis 1904 un grand crucifix. Le clocheton d'ardoise sera rénové en 1926. L'autel majeur est consacré le 1er mars 1964.  
L'église Sainte-Barbe fait l’objet d’une inscription au titre des monuments historiques depuis le 19 mai 1925.  

## Architecture
L'église se décline en une croix latine à chevet plat et en une nef sans bas-côtés précédée d'une tour-clocher prolongée d'une sacristie à cinq pans. 

### Extérieur
La tour du clocher porche carré, de style néo-classique et flanquée d'un tourelle d'escalier, s'élève sur quatre étages délimités par bandes horizontales. 
Le tambour de la chambre des cloches, dont une cloche de 626 kg, est polygonal. Une niche au fronton curviligne abrite une statue en bronze de sainte Barbe, la patronne de la paroisse. 

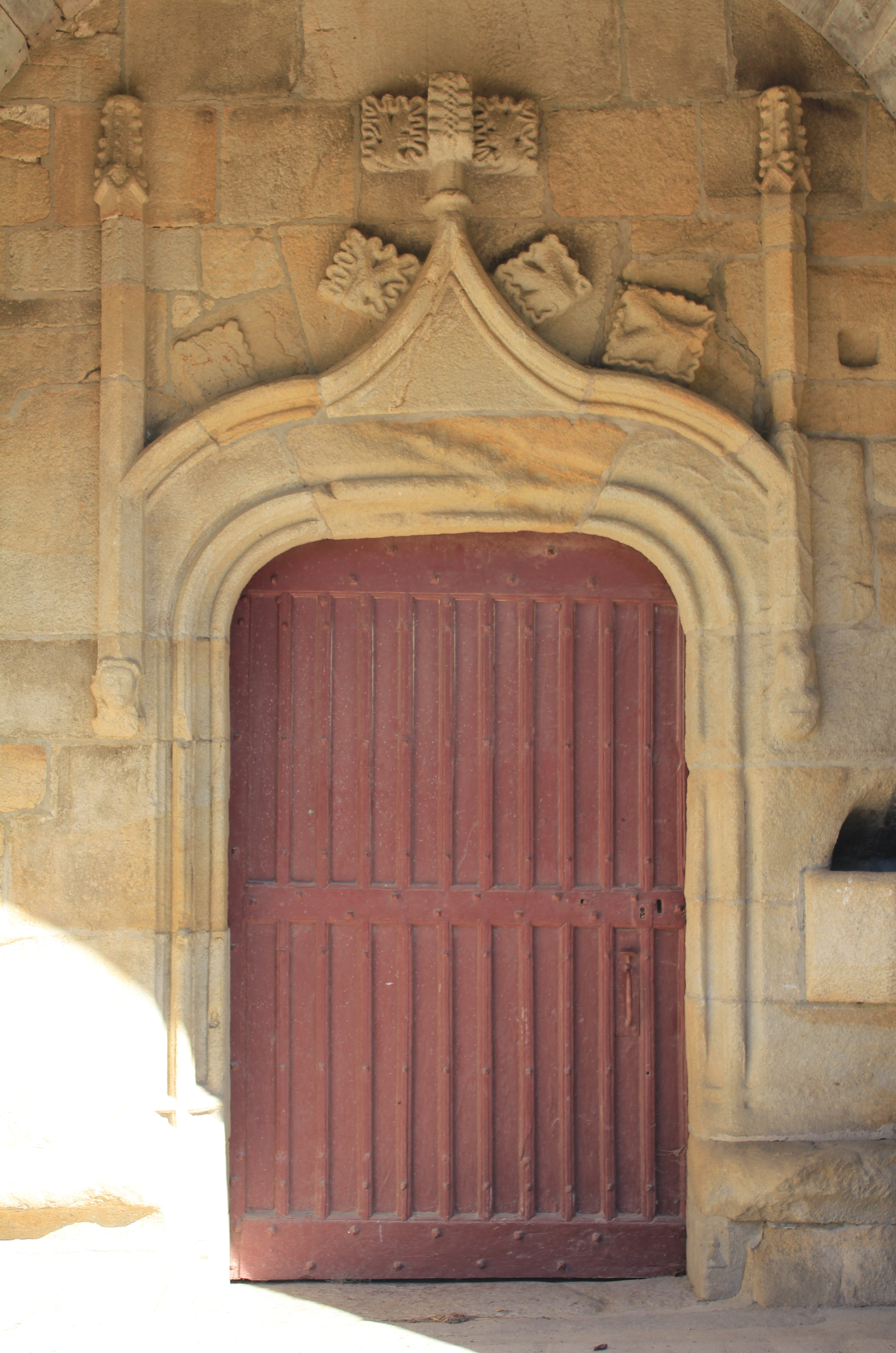
La porte en anse de panier, coiffée d'une accolade à feuilles frisées, et son vantail de 1746.

Le porche méridional, dont les sablières sont décorées de masques et d'animaux fantastiques, possède une arche cintrée, un bénitier engagé dans la maçonnerie, deux petites baies jumelles et un banc mural. La porte est en anse de panier, moulurée et coiffée d'une accolade à feuilles frisées.
Les fenêtres en tiers-point ont un remplage fleurdelisé.

#### Toiture
Une croix couronne la flèche du clocher de granite doré. 
Les rampants du XVIe siècle sont décorés de crosses végétales et d'animaux.
La toiture possède un clocheton d'ardoise.

### Intérieur
Le vaisseau a un parement de granite et un berceau de lambris. Les vitraux sont de grisaille des ateliers Fournier de Tours.

#### Chœur
La sablière du chœur porte la griffe des Thébault, une famille de charpentiers originaires de Moustoir-Ac, ayant fait le bois de nombreuses chapelles locales (Burgo, Manéguen, Béléan...).

#### Chapelle baptismale
La chapelle baptismale du XVIIIe siècle est fermé par une porte à claire-voie en bois. Sa fontaine est en marbre noir.

### Mobilier

#### Retable
Le retable polychrome de l'autel majeur est en pierre blanche. Il est composé d'un grand arc en plein cintre abritant un christ en croix flanqué de deux ailes formées de colonnes encadrant une statue sur piédestal et soutenant un entablement. Il est mutilé de son étage supérieur où trônait la Sainte Trinité.

#### Autel majeur
L'autel majeur, orné de l'Agneau mystique, n'est autre que le soubassement de l'ancienne croix de mission. Les statues de la Vierge et de saint Jean encadraient autrefois cette croix.

#### Statues
L'église possède à l'intérieur une statue de saint Jean-Baptiste et de Sainte Trinité qui encadrent la niche du grand crucifix. Celle de saint Jean-Baptiste, datant des XVIe et XVIIe siècles, est en bois polychrome dans la niche droite du retable du chœur, se détachant sur une draperie feinte et un petit dais, et encadrée de colonnes. La statue est posée sur un petit socle noir, lui-même placé sur un haut piédestal en pierre. Saint Jean-Baptiste, vêtu d'une peau de bête, s'appuie sur un bâton. Il est accompagné de l'agneau.
Une statue de sainte Barbe, la patronne de la paroisse, est également présente.

## Galerie

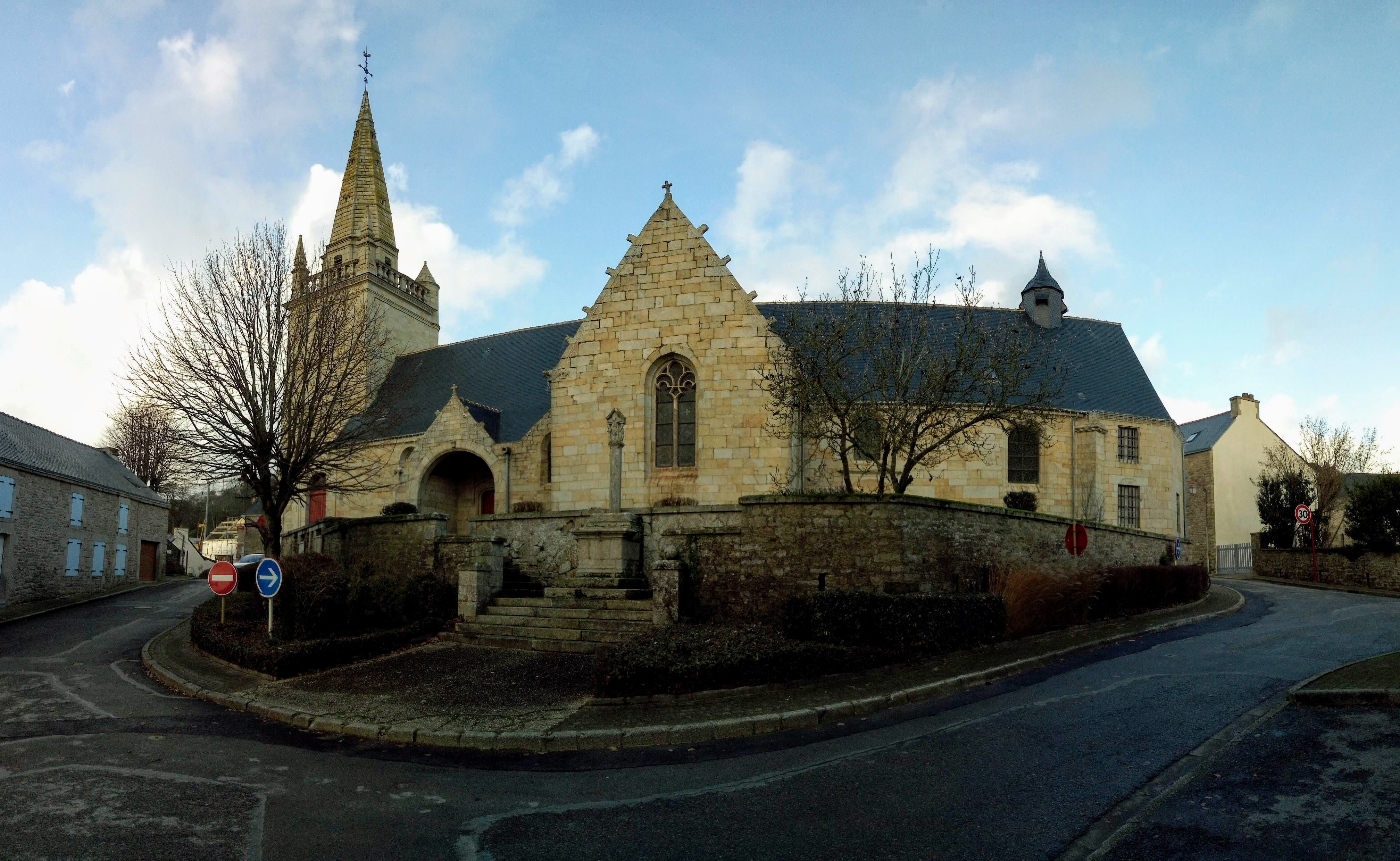
Vue général de l'église avec l'ancienne croix de cimetière en avant plan.
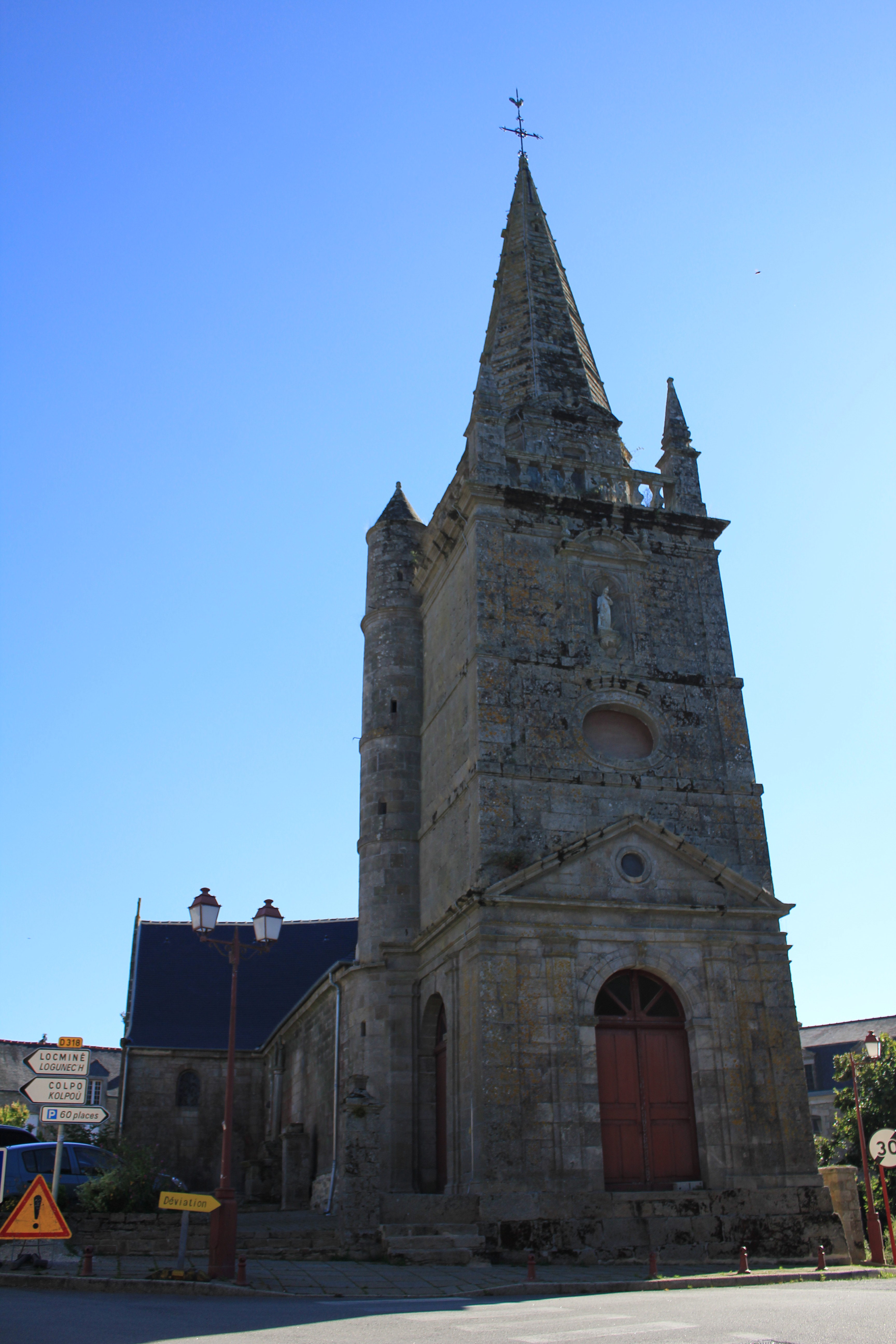
La tour du clocher.
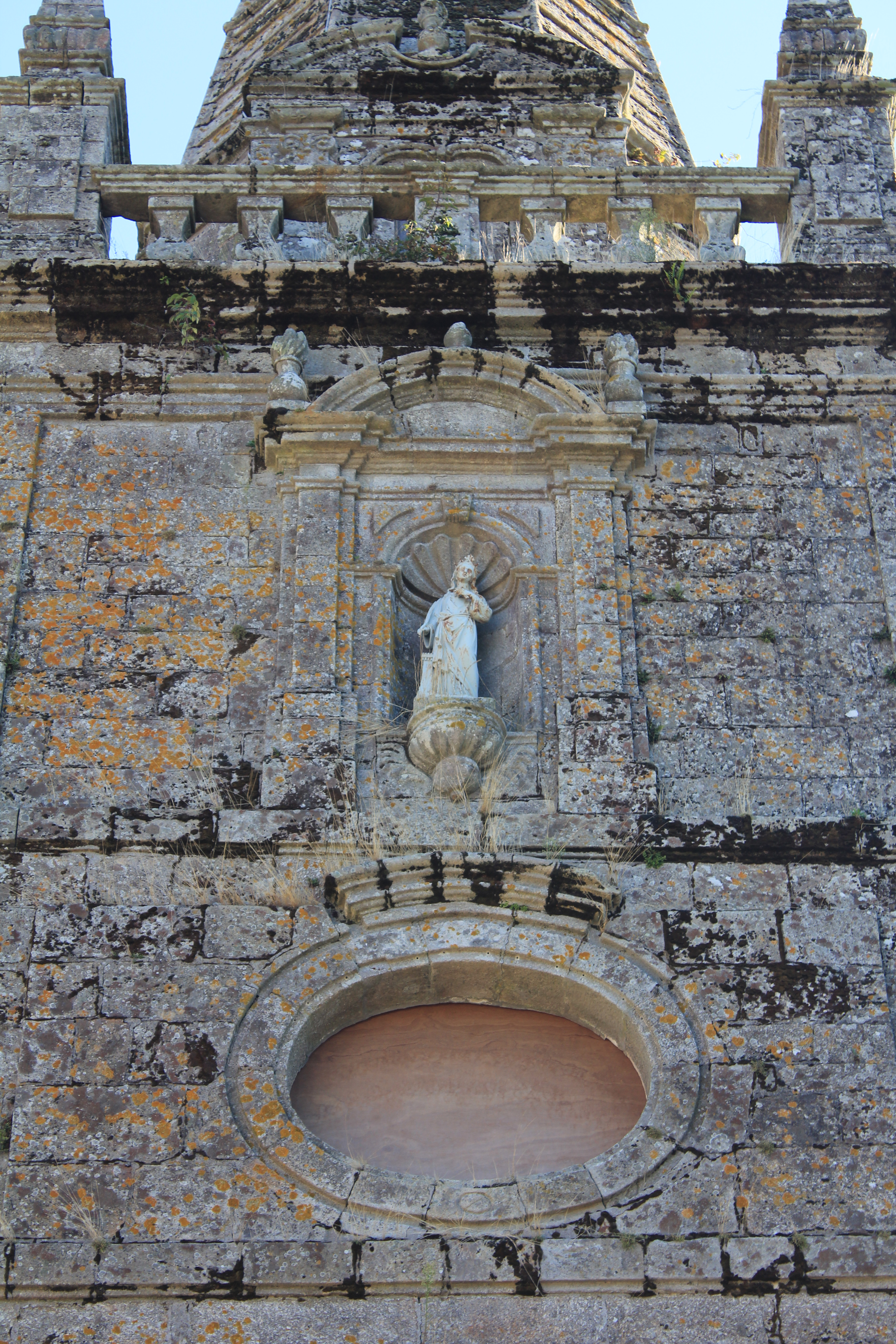
Niche abritant une statue de sainte Barbe sur la tour du clocher.
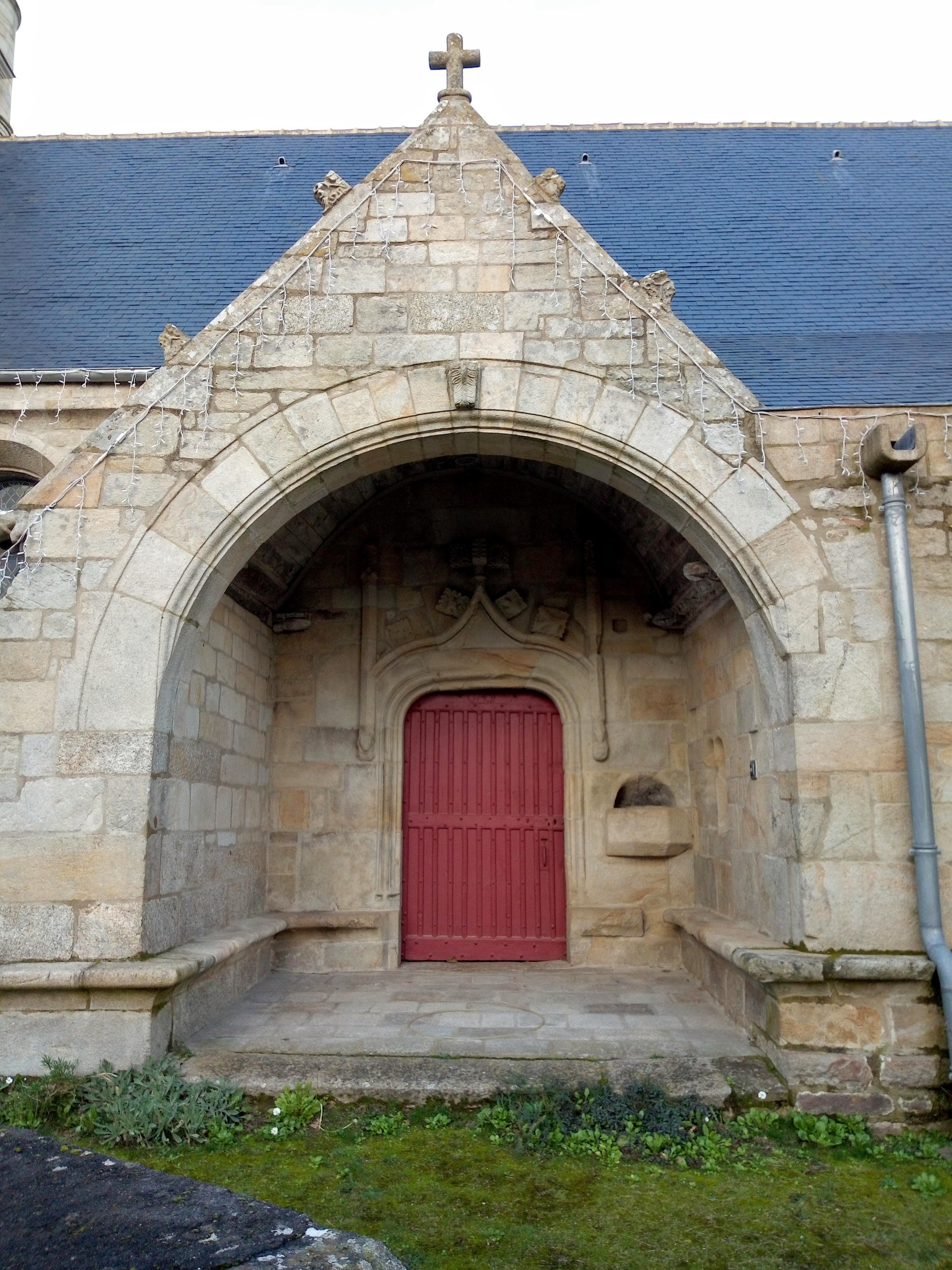
Vue général du porche méridional.
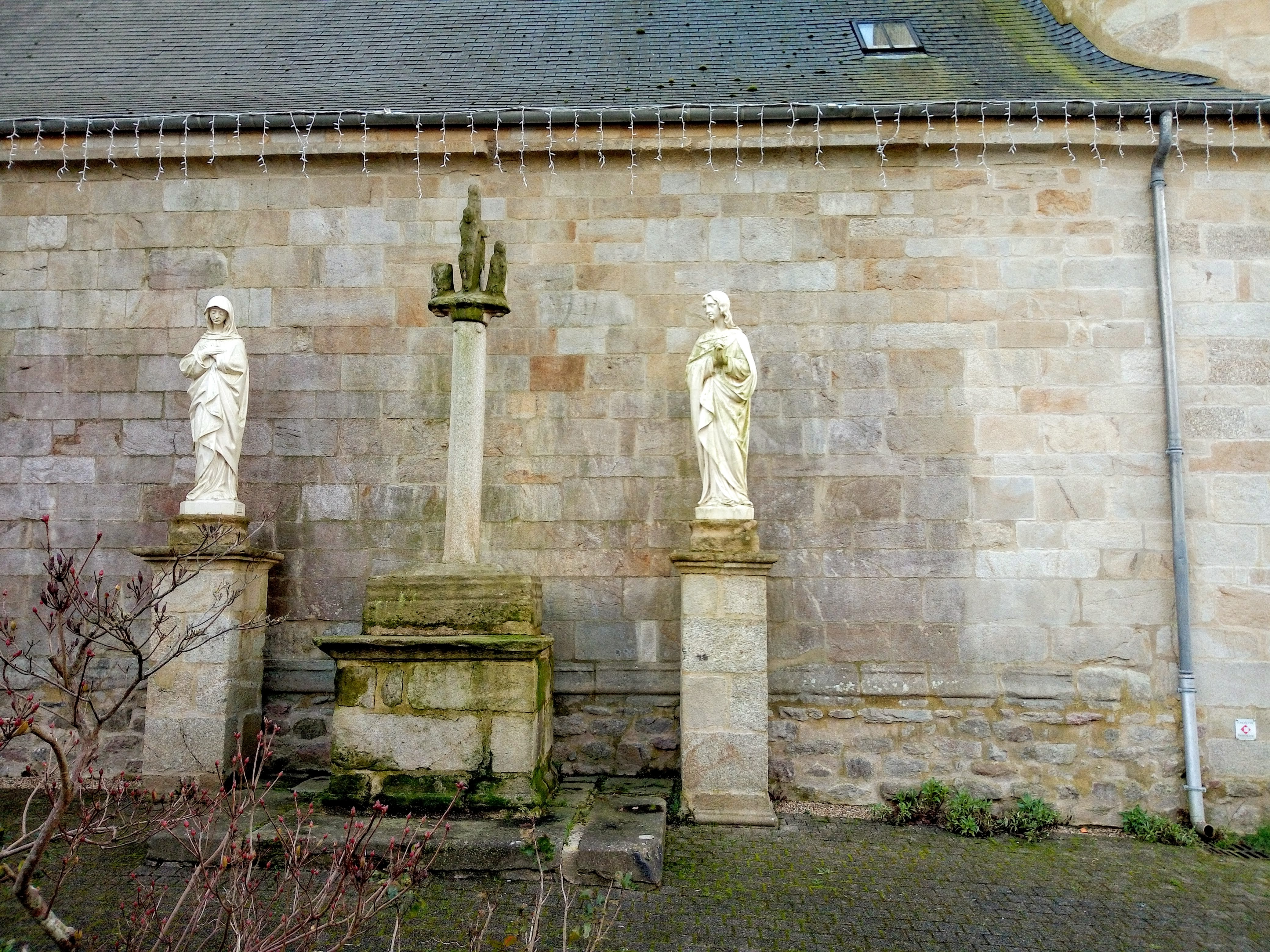
Façade nord avec les statues de la Vierge et de saint Jean encadrant un calvaire.
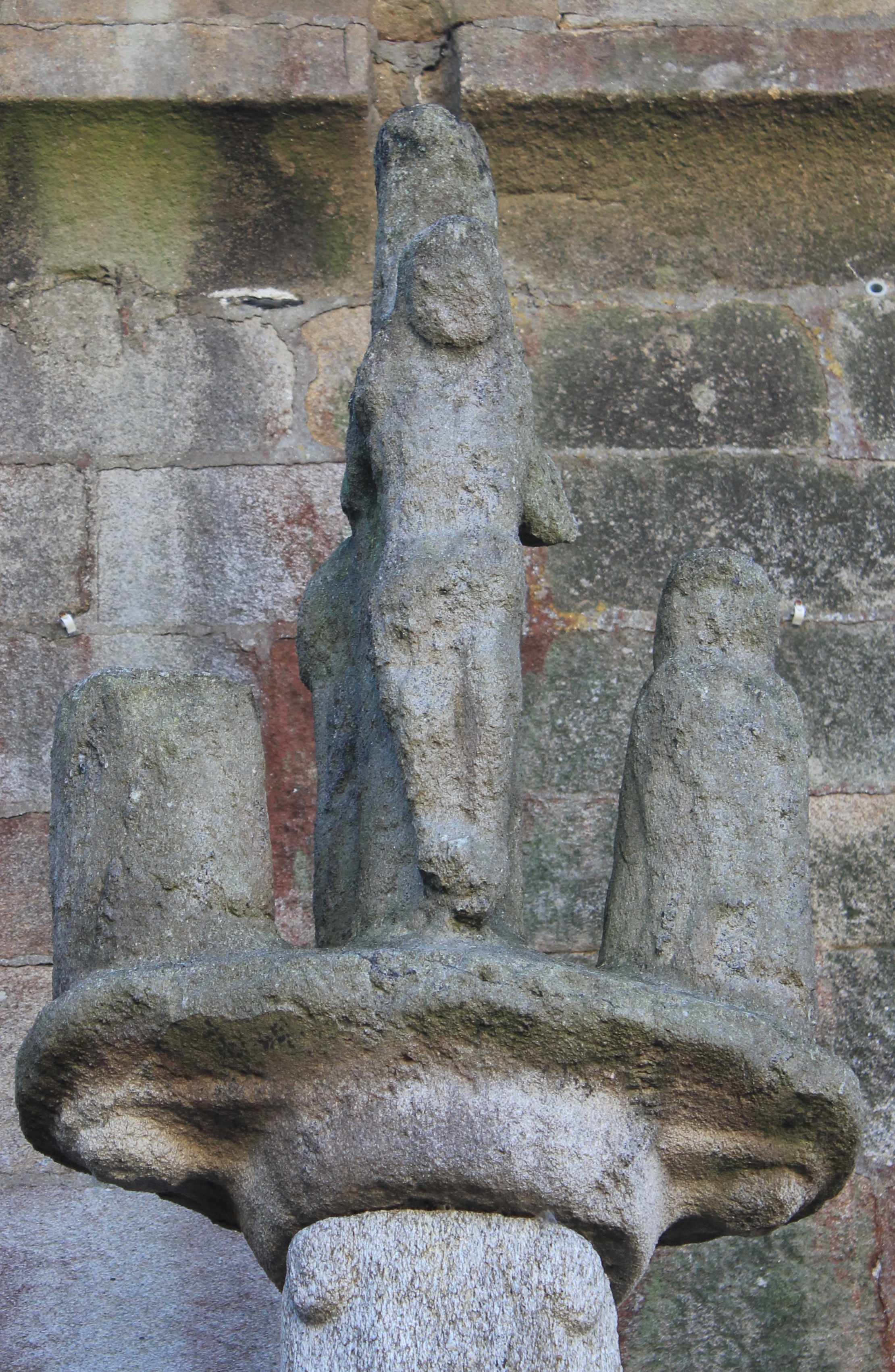
Détail du calvaire
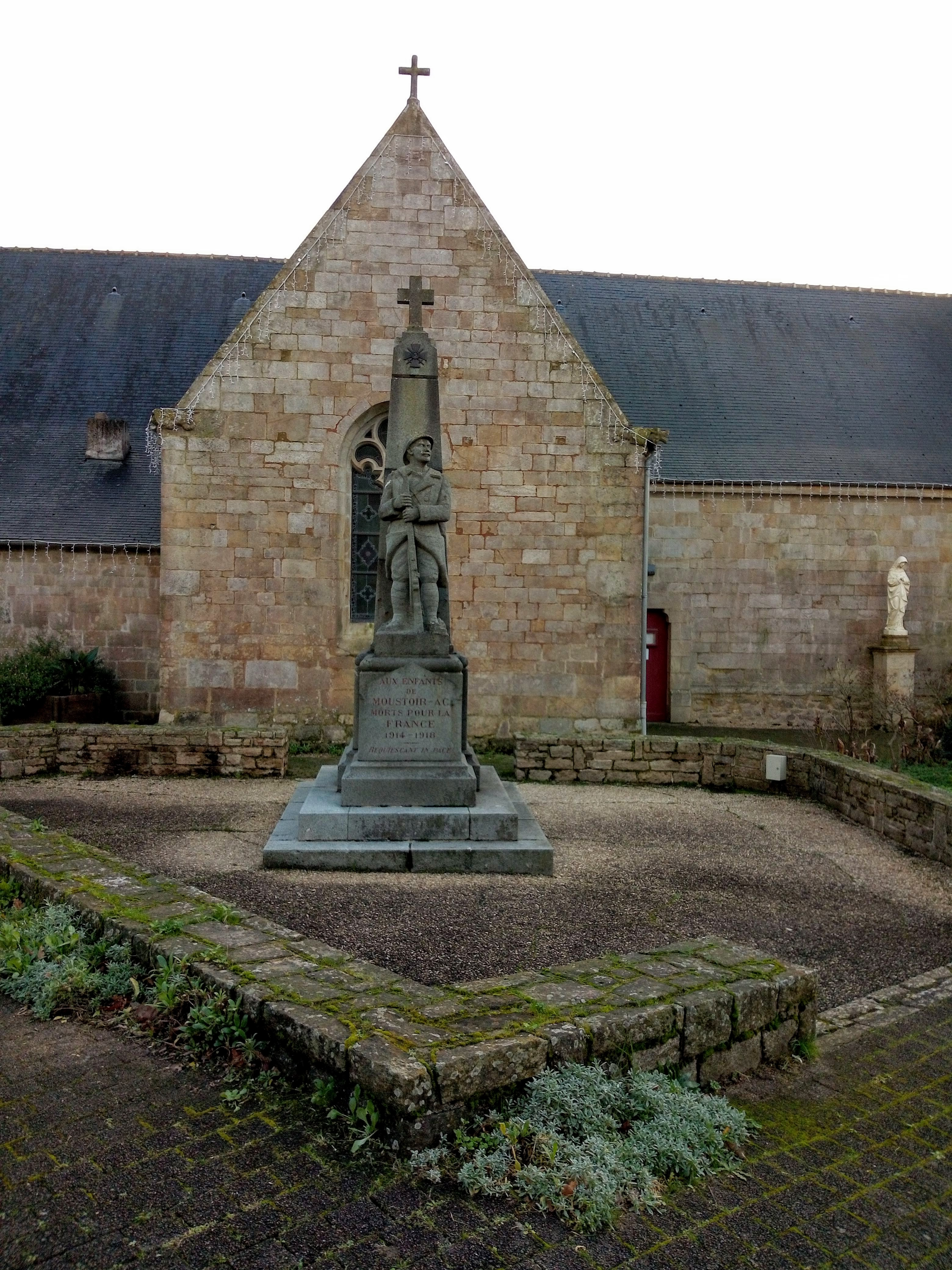
Le monument aux morts avec la façade nord de l'église en arrière-plan.
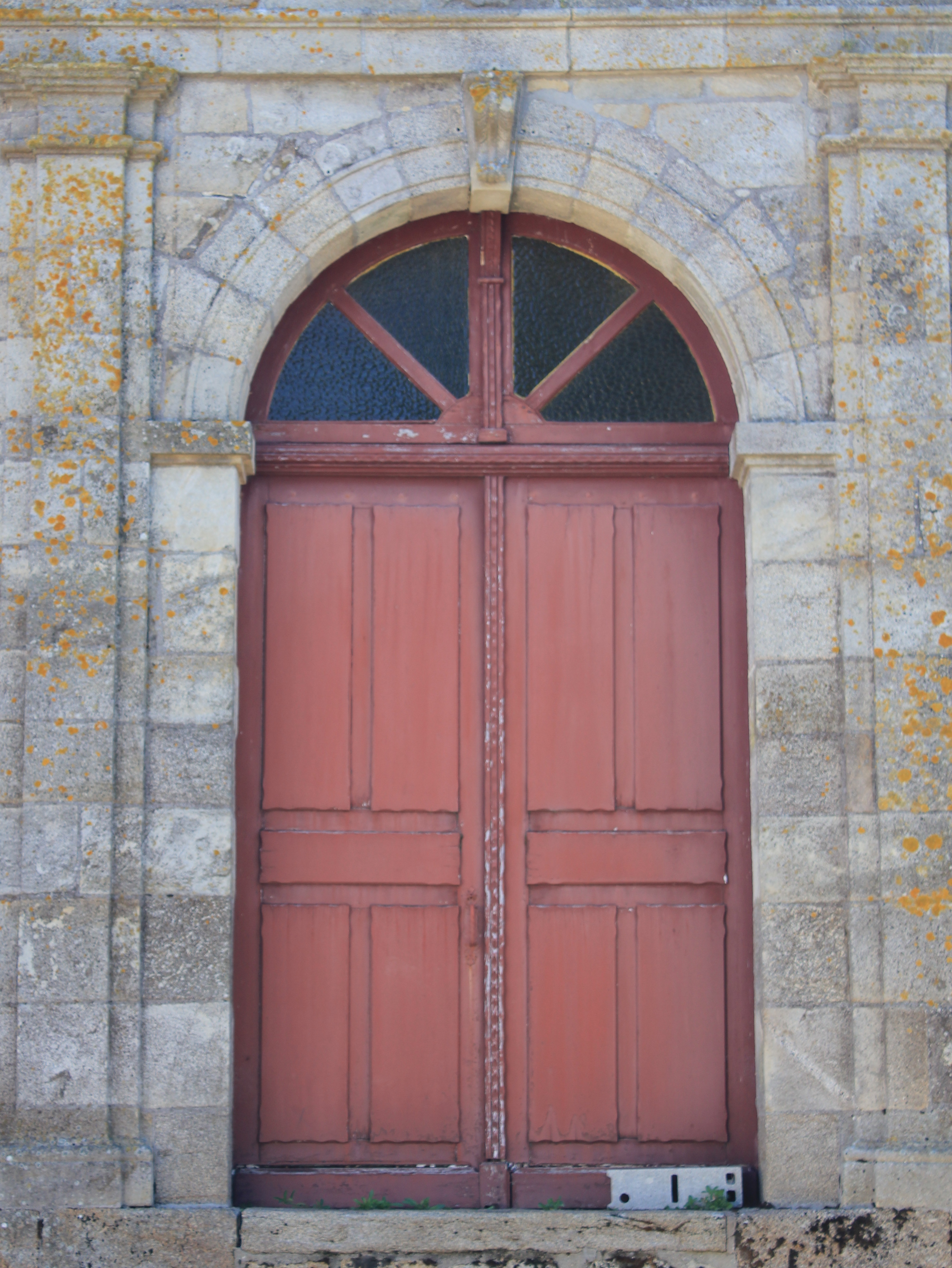
Porte nord.